# Bulford
Bulford är en ort och civil parish i Storbritannien.   Den ligger i grevskapet Wiltshire och riksdelen England, i den södra delen av landet, 120 km väster om huvudstaden London. Bulford ligger 80 meter över havet och antalet invånare är 9 519.
Terrängen runt Bulford är huvudsakligen platt. Bulford ligger nere i en dal. Runt Bulford är det ganska tätbefolkat, med 120 invånare per kvadratkilometer. Närmaste större samhälle är Salisbury, 13,5 km söder om Bulford. Trakten runt Bulford består till största delen av jordbruksmark.